# Gneomar Ernst von Natzmer
Gneomar Ernst Hans Karl von Natzmer (* 17. Mai 1832 in Schivelbein, Provinz Pommern; † 2. Oktober 1896 in Arnstadt, Schwarzburg-Sondershausen) war ein preußischer Offizier und Militärschriftsteller.

## Leben

### Familie
Gneomar Ernst von Natzmer' entstammte dem alten pommerschen Adelsgeschlecht Natzmer und war der Sohn sowie 9. und letztes Kind des Obersten a. D. Ernst August Ludwig von Natzmer (1786–1864). Er war verheiratet mit Johanna Emma Ludowika, geb. von Blumenthal (* 1845). Gemeinsam hatten sie sieben Kinder, von diesen sind namentlich bekannt:
- Ernst Oldwig Louis Carlo (1868–1942), charakterisierter Konteradmiral der vorläufigen Reichsmarine
- Editha Malvine Maria (* 1879), heiratete am 15. August 1915 den Honorarprofessor Dr. phil. Alfons Kreichgauer (1889–1958), seit 1921 Ministerialreferent und Leiter des akustischen Laboratoriums im Reichswehrministerium

### Werdegang
Gneomar Ernst von Natzmer besuchte die Landesschule Pforta und trat am 11. November 1850 als Freiwilliger in das Infanterie-Regiment Nr. 9 der preußischen Armee in den Dienst ein, wurde am 3. April 1852 oder am 10. Februar 1853 zum Sekondleutnant und am 14. Januar 1860 zum Premierleutnant befördert.
Aufgrund der Reorganisation des Heeres wurde er am 1. Juli 1860 in das Infanterie-Regiment Nr. 49 und am 6. März 1862 in das Infanterie-Regiment Nr. 16 versetzt; dort wurde er 1863/1864 zum Chef des Regiments, Prinz Alexander von Preußen, zur Dienstleistung abkommandiert, bevor er am 10. November 1864 als Hauptmann und Kompaniechef zum Regiment zurückkehrte.
1866 nahm er, zur Elbarmee gehörend, als Kompaniechef am Feldzug gegen Böhmen teil.
Bei Ausbruch des Deutsch-Französischen Kriegs wurde er zum Kommandeur des Landwehrbataillons in Unna ernannt, mit dem er an der Belagerung von Metz teilnahm. Kurz darauf erhielt er das Kommando des 1. Bataillons des Infanterie-Regiments Nr. 16 und befehligte dieses im Feldzug an der Loire, bis er am 30. November 1870 bei Maizières schwer verwundet wurde.
Am 15. Juli 1872 wurde er als Major zum Infanterie-Regiment Nr. 15, am 26. Januar 1875 als Bataillonskommandeur zum Füsilier-Regiment Nr. 37 und am 22. Januar 1876 zum Grenadier-Regiment „Kronprinz“ Nr. 1 versetzt. Er wurde am 5. Mai 1883 zum Festungskommandanten von Memel und am 10. Mai 1884 zum Oberst und Festungskommandanten von Torgau ernannt, bevor er am 13. November 1886 aus dem aktiven Dienst ausschied und nach Arnstadt in Schwarzburg-Sondershausen zog.

### Schriftstellerisches Wirken
Noch vor seiner Versetzung in den Ruhestand betätigte sich Gneomar Ernst von Natzmer schriftstellerisch und verfasste Schriften zur Geschichte seiner Familie. So schrieb er unter anderem 1870: George Christoph von Natzmer, Chef der weißen Husaren über Georg Christoph von Natzmer (1694–1751). 1876 veröffentlichte er Aus dem Leben des Generals Oldwig von Natzmer über den General der Infanterie Oldwig von Natzmer (1782–1861) und als Fortsetzung davon 1887 das vierbändige Werk Unter den Hohenzollern.

## Orden und Ehrenauszeichnungen
Gneomar Ernst von Natzmer erhielt während des Deutsch-Französischen Krieges das Eiserne Kreuz I. Klasse.

## Schriften (Auswahl)
- George Christof von Natzmer, Chef der weissen Husaren. Hannover, 1870 (Digitalisat).
- Aus dem Leben des Generals Oldwig von Natzmer. Berlin, 1876.
  - 1. Teil. Berlin, 1876 (Digitalisat).
- Die Ausbildung einer Eskadron im Felddienst. Berlin, 1882.
- Unter den Hohenzollern. Gotha: Friedrich Andreas Perthes, 1887 (Digitalisat).
- Vom Vorsprung der Natzmer, in: Ad. M. Hildebrandt: Vierteljahresschrift für Heraldik, Sphragistik und Genealogie, Hrsg. Herold (Verein), XV. Jahrgang, Carl Heymanns Verlag, Berlin 1887, S. 239 ff. (Digitalisat)
- Kaiser Wilhelm I., die Prinzeß Elise Radziwill und die Kaiserin Augusta. 1890.
- Lebensbilder aus dem Jahrhundert nach dem grossen deutschen Kriege. Gotha, 1892 (Digitalisat).
- Bei der Landwehr, vor Metz und die Schlacht von Beaune la Rolande. Gotha, 1894.
- Die Jugend Zinzendorfs im Lichte ganz neuer Quellen. Eisenach, 1894. (Digitalisat)
- Von dem Heldenleben eines Reiterführers und den 8. Dragonern bei Nachod. Gotha, 1895 (Digitalisat).